# جوسيف موسوندا
جوسيف موسوندا (Joseph Musonda)، من مواليد 30 مايو 1977، لاعب كرة قدم زامبي.
بدأ مسيرته الكروية مع نادي كالولوشي مودرن ستارز، وفي عام 1995 انتقل إلى نادي نكانا، ولعب معهم حتى عام 2003، وفي موسم 2004/2005 انتقل إلى نادي زيسكو يونايتد، وفي موسم 2005/2006 انتقل إلى نادي فري ستايت ستارز، وفي عام 2006 انتقل إلى نادي زيسكو يونايتد، ومنذ عام 2007 وهو يلعب مع نادي زاناكو.
هو يلعب مع منتخب زامبيا لكرة القدم.

## روابط خارجية
- جوسيف موسوندا على موقع الاتحاد الدولي (مؤرشف)  (الإنجليزية)
- جوسيف موسوندا على موقع قاعدة بيانات كرة القدم.إي يو (الإنجليزية)
- جوسيف موسوندا على موقع ناشيونال فوتبول تيمز (الإنجليزية)
- جوسيف موسوندا على موقع Soccerway.com (الإنجليزية)
- جوسيف موسوندا على موقع كووورة